# Múscul quàdriceps femoral
El múscul quàdriceps, quàdriceps femoral o quàdriceps crural (musculus quadriceps femoris) és el més potent i de més volum del cos humà. S'anomena quàdriceps puix que té quatre caps musculars. Es troba a la cara anterior del fèmur.
La seva acció és la de l'extensió màxima del genoll. Un dels músculs, el recte anterior, també és un flexor del maluc.

## Origen i insercions

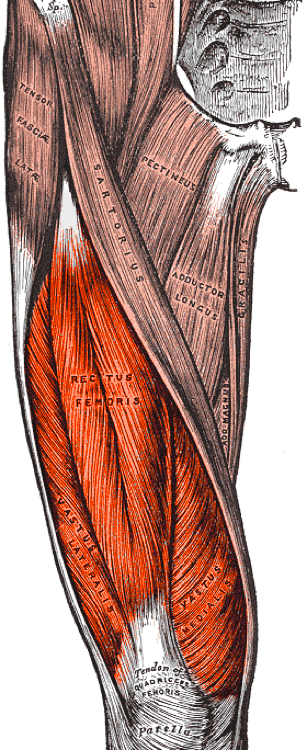
Quàdriceps femoral

L'origen de cada un dels músculs és el següent:
- Ventre 1: Recte femoral o recte anterior de la cuixa: Cobreix el vast intermedi i part dels vasts intern o extern. S'origina en la part lateral de la cresta ilíaca i cara anterior del trocànter major del fèmur.
- Ventre 2: Vast intern: Vora supero-medial (cara interna) del fèmur.
- Ventre 3: Vast extern: Vora supero-lateral (cara externa) del fèmur.
- Ventre 4: Crural o vast intermedi, situat entre els dos anteriors: Cara Posterior del fèmur.

La inserció és més simple; s'uneixen en un únic tendó molt gruixut i molt potent (tendó del quàdriceps femoral). Després s'interromp i continua en un tendó-lligament (lligament rotulià del genoll) fins a la tuberositat anterior tibial.

## Innervació
Nervi crural o femoral (L2-L4)